# Klixon
Klixon ist das 1931 eingeführte Markenzeichen für Übertemperaturschalter (Bimetallschalter) des Herstellers Metals & Controls.

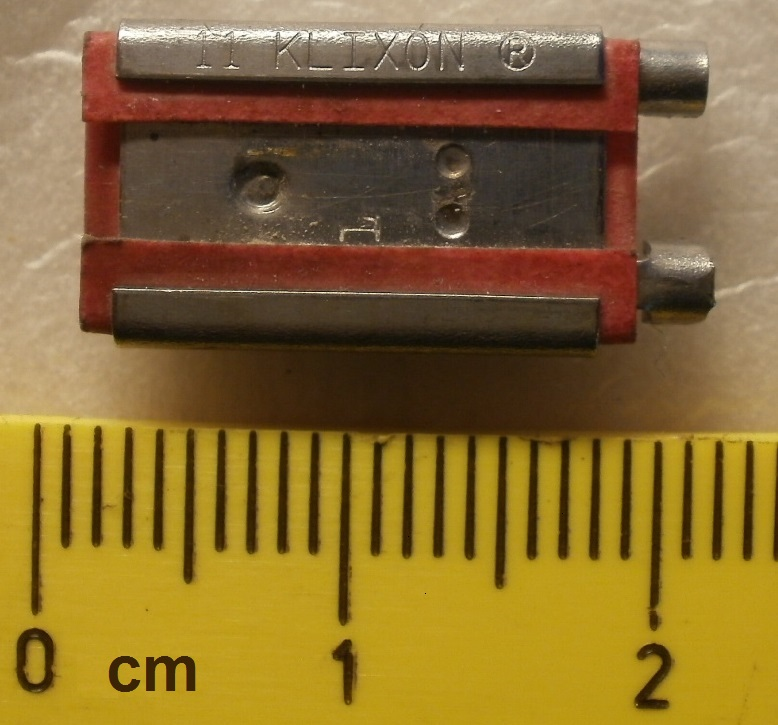
Klixon aus einem Staubsaugermotor

Das Unternehmen wurde 1959 von Texas Instruments aufgekauft und 2006 an Bain Capital weiterveräußert. Seitdem firmiert es unter dem Namen Sensata und produziert eine Vielzahl ähnlicher Produkte.
Übertemperaturschalter gibt es auch von vielen anderen Herstellern – die Markenbezeichnung Klixon ist jedoch ein fast generischer Begriff geworden. Bimetallschalter im Kühlschrank dienen als selbstrückstellende Motorschutzschalter. Das Bimetall wird durch einen vom Motorstrom durchflossenen Heizdraht erwärmt und unterbricht den Kontakt, wenn der Motorstrom zu hoch ist oder nach dem Start zu hoch bleibt. Es funktioniert also wie ein Überstromschalter und schützt damit den Motor vor Überlastung, wenn der unten beschriebene Anlaufmechanismus versagt, oder er vermeidet Gefahren, wenn der Motor defekt ist. Das Bimetall dieser Schalter ist als Teller ausgebildet und hat daher ein Sprungverhalten mit Hysterese.
Die Anlaufwicklung (Kurzschlusswicklung als Phasenschieber bzw. Hilfsphase wie bei einem Spaltpolmotor) dieser Kompressormotoren wird zum Starten heute meist mit einem PTC-Element kurzgeschlossen. Durch Eigenerwärmung aufgrund des in dieser Hilfswicklung induzierten Stromes wird das Element hochohmig und der Motor läuft dann einphasig. Bei vielen Modellen dient auch heute noch zu diesem Zweck ein Anlaufrelais, dessen Stromwicklung im Motorstromkreis liegt; es zieht nur beim erhöhten Startstrom des Asynchronmotors an und bei erreichtem Nennstrom fällt es ab. Auch diese Relais werden teilweise als Klixon bezeichnet. Heute werden PTC-Schalter teilweise auch dann als Anlaufrelais bezeichnet, wenn sie nur ein PTC-Element enthalten. Auch Kombinationen aus Anlaufschalter und Motorschutz, die wie ein Motorschutzrelais funktionieren, werden oft als Anlaufrelais bezeichnet. Am Abschalten des Überstromschalters kann man erkennen, dass der Motor oder die Anlassvorrichtung defekt sind.